# 24218 Лінфредерік
24218 Лінфредерік (24218 Linfrederick) — астероїд головного поясу, відкритий 7 грудня 1999 року.
Тіссеранів параметр щодо Юпітера — 3,570.